# ピアノ四重奏曲第1番 (ブラームス)
ヨハネス・ブラームスが作曲したピアノ四重奏曲第1番（ピアノしじゅうそうきょくだいいちばん）ト短調作品25は、4つの楽章から構成されるピアノ四重奏曲（ピアノ、ヴァイオリン、ヴィオラ、チェロ）である。作曲者による4手連弾用編曲のほかに、シェーンベルクによる管弦楽への編曲が存在する。

## 概要
- 演奏時間：約35分
- 作曲時期：1855年から1861年
- 初演：1861年11月16日、ハンブルクにて、クララ・シューマンらによる[1]
- 献呈：ラインハルト・フォン・ダルヴィク男爵[1]

## 作曲の経緯
ブラームスがこの曲を着想した時期は明確には知られていないが、1854年から1855年、デトモルトの宮廷で活動するより前と考えられている。1861年秋に第2番と同時に完成された。初演は同年11月16日、ハンブルクでのクララ・シューマンの演奏会において行われた。出版は1863年ジムック社から。1870年に4手連弾版も出版している。なお1862年にブラームスが初めてウィーンを訪れた際に、ヘルメスベルガー四重奏団と本作を演奏会で取り上げている。
同時期に作曲を開始したピアノ協奏曲第1番などと同様に、初期作品特有の激情的な面に加え、第1楽章のモチーフ展開や独創的な楽章配置など、構造的な面でも意欲的な面を盛り込んでいる。

## 構成
この曲は以下の4つの楽章で構成されている。
第1楽章 Allegro
ト短調、ソナタ形式。ほの暗い第1主題（譜例1）と落ち着いた第2主題により構成される。この第1主題は「D-B-Fis-G」と順に上行・下行・上行する動機を基に、それらを反転させながらその次のメロディが作られており、シェーンベルクはそれを「限定された旋律美」と述べ、保守的な作曲家と言われたブラームスの革新性を表現する実証例として挙げている。後にシェーンベルクは彼の無調音楽や十二音技法にもこのような動機の反転による素材の発展を積極的に用いており、またこの曲をオーケストラに編曲している（後述）。
譜例1
第2楽章 IntermezzoAllegro ma non troppo
間奏曲。ハ短調。流れるようなメロディーが続く。トリオは変イ長調。ハ長調で終わる。
第3楽章 Andante con moto
変ホ長調。緩やかなテンポで牧歌的なメロディーを奏でる所から始まり、中間部では行進曲調で盛り上がる。その後最初のメロディーに戻って静かに終わる。
第4楽章 Rondo alla ZingaresePresto
ト短調。「ジプシー風ロンド」。その名の通りハンガリー（ジプシー）を思わせる3小節単位の情熱的な第1主題（譜例2）と、堂々とした第2主題によるロンド。最後は第1主題によって熱狂的に締めくくられる。
譜例2

## シェーンベルクによる管弦楽編曲版
新ウィーン楽派の1人として知られるアルノルト・シェーンベルクはバッハやブラームスなどの曲をオーケストラ用に編曲している。これは管弦楽法の学習の一環として、また偉大な先輩作曲家への敬意の表現としてである。このピアノ四重奏曲についてはシェーンベルクがアメリカに移住後の1937年に編曲され、翌1938年5月7日に、ロサンゼルスでクレンペラーが指揮するロサンゼルス・フィルハーモニー管弦楽団により初演が行われた（録音が残されており、CD化もされている）。
シェーンベルクは編曲の理由として私信で「私はこの作品が好きだが滅多に演奏されず、しかもピアノ・パートに優れた演奏家がいるとそのパートが強調されるためにかえってまずい演奏になるため、全てのパートが聴こえるように編曲した」「（オーケストレーションについては）ブラームスの書法を忠実に守り、もし本人が今行ったとしても同じ結果になったようにした」と語っている。そのため、この編曲では楽曲の構造自体はそのままで、ピアノパートをオーケストラに置き換えることが中心となっている。
しかしその管弦楽法についてのコメントは部分的にはうなずける箇所もあるが、特に第2、第4楽章では明らかに、シェーンベルクの時代の管弦楽法を駆使した編曲を行っており、必ずしも彼の言葉を額面通り受け取るわけにはいかない。例えばブラームスの管弦楽を用いた作品では打楽器はあまり用いられていないが、シェーンベルクの編曲では第2、第4楽章において多彩な打楽器を用いている。シンバルや大太鼓などオーソドックスなものから、グロッケンシュピール、シロフォンやスネアドラムなど、ブラームスが用いなかったものまで動員している。また、ブラームスは交響曲などでホルンを多用したが、トランペットは音色が派手であるとして積極的には用いなかった。ホルンは（既に19世紀にバルブが開発されていたにもかかわらず）一部を除けばバルブなしでも吹けるような音に制限し、古典派的な使用法に徹している。しかしシェーンベルクの編曲では、トランペットを含めて、金管楽器も旋律楽器として積極的に用いている。楽器の発達を反映してか、早いパッセージを吹く場面もある。また、オーケストラでの演奏に合わせるためか、強弱指定が拡張され（pp～ffからpppp～fffまで）、ブラームスの特徴である速度や強弱の微妙な言い回し（"piu"～、"poco"～など）がほぼ全て省略され、さらに弦楽器が細かくディヴィジされているなど、原曲にある程度配慮しつつ各楽器のダイナミクスが注意深く指定されている点も特記される。
ニューヨーク・シティ・バレエ団は、このシェーンベルク編曲版を用いたバレエ『ブラームス＝シェーンベルク・カルテット』（振付：ジョージ・バランシン）を1966年に初演している。

### 編成
フルート3（ピッコロ持ち替え）、オーボエ3（イングリッシュホルン持ち替え）、E♭管クラリネット、クラリネット2（バスクラリネット持ち替え）、ファゴット3（コントラファゴット持ち替え）、ホルン4、トランペット3、トロンボーン3、チューバ、ティンパニ、バスドラム、シンバル、グロッケンシュピール、スネアドラム、タンバリン、トライアングル、シロフォン、弦五部

## 映画での使用
映画『仕立て屋の恋』（Monsieur Hire）1989年、フランス（監督：パトリス・ルコント）では、マイケル・ナイマンが音楽を担当しているが、この曲の第4楽章からの旋律を繰り返し使っている。演奏は、アレクサンデル・バラネスク、ケイト・ムスカー、トニー・ハイニガンに、マイケル・ナイマン自身も加わっている（エンド・クレジットより）。